# Stazione di Solopaca
Stazione di Solopaca vasútállomás Olaszországban, Solopaca településen.

## Vasútvonalak
Az állomást az alábbi vasútvonalak érintik:
- Nápoly–Foggia-vasútvonal

## Kapcsolódó állomások
A vasútállomáshoz az alábbi állomások vannak a legközelebb:
- Stazione di Telese-Cerreto
- Stazione di San Lorenzo Maggiore